# Buchbach (Schönwald)
Buchbach ist ein Gemeindeteil der Stadt Schönwald im Landkreis Wunsiedel im Fichtelgebirge (Oberfranken, Bayern).

## Lage
Der Weiler liegt gut zwei Kilometer südwestlich des Hauptorts und befindet sich direkt am Großen Kornberg. Brunn liegt etwa anderthalb Kilometer südöstlich; die Ortschaft ist nördlich von Waldflächen umgeben.
Auf dem Gebiet von Buchbach liegt die Wüstung Ahornberg.

## Geschichte
Eine erste urkundliche Erwähnung war am 19. April 1304, als die Vögte von Weida von einem wüst liegenden „Puchbach“ berichteten. Die Wild, ein Rittergeschlecht vom Epprechtstein, verkauften ihren Anteil Buchbachs an die Burggrafschaft Nürnberg mit einer Urkunde vom 18. Mai 1356. Die Forster aus Selb veräußerten die Wüstung im Jahre 1370. 1818 kam Buchbach im Zuge des Zweiten Gemeindeedikts zur Gemeinde Heidelheim und mit ihr noch vor 1900 zum Landkreis Rehau. 1953 wurde Buchbach nach Schönwald umgemeindet und gehört damit zum Landkreis Wunsiedel im Fichtelgebirge.